# 조안나 프랭크
조안나 프랭크(Joanna Frank, 1941년 3월 7일 ~ )는 미국의 배우이다.

## 영화
- 금지된 사랑 (1989년)
- LA 로 (1986년)
- 올웨이스 (1985년)
- 아메리카 아메리카 (1963년)